# Wakefield (Hawthorne)
Wakefield ist eine 1835 erschienene Erzählung des amerikanischen Schriftstellers Nathaniel Hawthorne (1804–1864).
Sie handelt von einem Mann, der eines Tages ohne ersichtlichen Grund sein Haus in London, seine Frau und seine Freunde verlässt, sich nur eine Straße entfernt ein Zimmer mietet und von hier aus über zwanzig Jahre lang beobachtet, wie das Leben ohne ihn seinen Gang geht. Diese in der Erstveröffentlichung nur sieben Seiten lange Geschichte hat einige Berühmtheit erlangt und zu vielfältigen Interpretationen angeregt, seit Jorge Luis Borges sie 1952 Hawthornes bewegendstes Werk nannte und ihre Nähe zur Welt Franz Kafkas feststellte, einer Welt „rätselhafter Bestrafungen und unenträtselbarer Verschuldungen.“ Paul Auster machte sie (neben Henry David Thoreaus Walden) zur Grundlage seines Romans Ghosts (1987).

## Inhalt
Die Handlung von Wakefield spielt sich ausschließlich in der Phantasie eines namenlosen Ich-Erzählers ab. Er entsinnt sich einer angeblich wahren Anekdote, die er einst in einer alten Zeitung gelesen hat: In London habe einst ein Mann scheinbar ohne Grund seine Ehefrau verlassen und sich nur eine Straße von seinem Haus entfernt eine Wohnung gemietet. Über zwanzig Jahre beobachtete er sein Heim und seine Frau aus nächster Nähe, um eines Abends wieder zur Tür hereinzutreten, „gleichmütig, als wäre er nur einen Tag fortgewesen, und wurde bis zu seinem Tod ein liebender Gatte.“ Diese seltsame Begebenheit malt sich der Erzähler im Geiste mit weiteren Details aus, so gibt er dem Mann einen Namen – „wir wollen ihn Wakefield nennen“ – und stellt sich vor, wie es Wakefield in den zwanzig Jahren in seiner stillen Kammer ergangen sein mag. Zu guter Letzt glaubt der Erzähler, die Moral seiner selbst ersonnenen Geschichte erkennen zu können:
| | |
| Amid the seeming confusion of our mysterious world, individuals are so nicely adjusted to a system, and systems to one another, and to a whole, that, by stepping aside for a moment, a man exposes himself to a fearful risk of losing his place forever. Like Wakefield, he may become, as it were, the Outcast of the Universe. | „In dem scheinbaren Durcheinander unserer mysteriösen Welt sind die Individuen jeweils so gut einem bestimmten System angepaßt und die Systeme wieder aneinander und in ein gemeinsames Ganzes, daß ein Mann, der auch nur einen Augenblick daraus hervortritt, sich der fürchterlichen Gefahr aussetzt, seinen Platz für immer zu verlieren. Gleich Wakefield kann es ihm geschehen, daß er, sozusagen, zum Ausgestoßenen des Universums wird“ |

## Werkzusammenhang

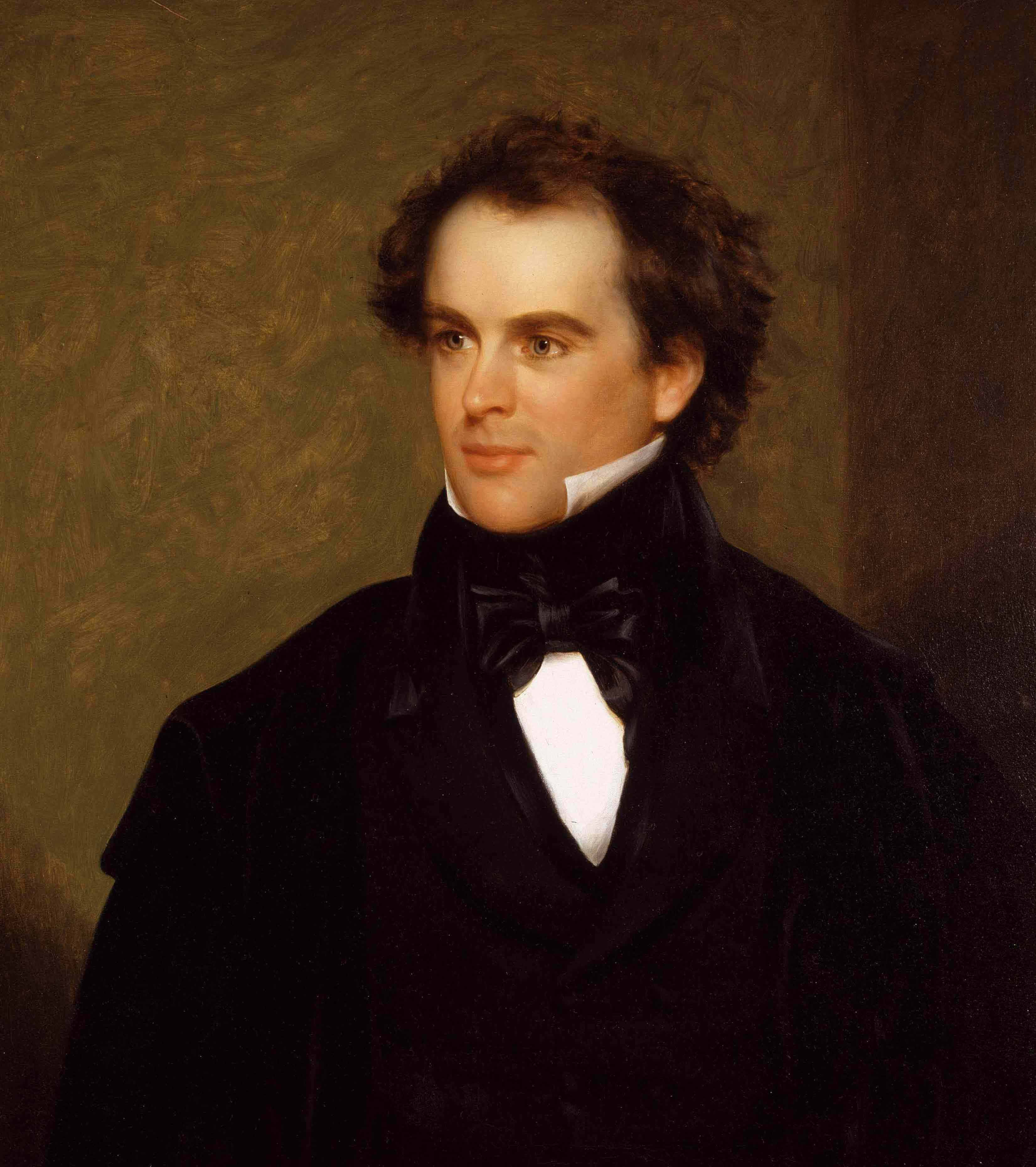
Nathaniel Hawthorne – Gemälde von Charles Osgood, 1840

Wakefield erschien erstmals 1835 im Maiheft des New-England Magazine und wie alle Werke Hawthornes vor 1837 zunächst anonym, hier aber mit dem Hinweis, die Geschichte sei vom selben Autor wie The Gray Champion, das im Januar in derselben Zeitschrift erschienen war. 1837 veröffentlichte Hawthorne sie dann im ersten Band seiner Sammlung Twice-Told Tales, die zugleich seine erste namentlich gezeichnete Publikation darstellt.
Eigentlich war Wakefield indes mit einiger Sicherheit für den Erzählzyklus Story-Teller (entstanden zwischen 1832 und 1834) vorgesehen, der jedoch in seiner Gesamtheit nie erschien und nur teilweise rekonstruiert werden kann; zwar begann das New-England Magazine 1834 mit dem Serienabdruck dieses Werks, brach ihn aber nach zwei Heften ab und brachte ab 1835 nur noch einige Einzelerzählungen und andere Fragmente ohne Rücksicht auf den ursprünglichen Zusammenhang. Beim Story Teller handelt es sich um eine Reihe von kurzen Geschichten, die in eine übergeordnete Rahmenerzählung eingebettet sind. Ich-Erzähler und zugleich Protagonist der Rahmenhandlung ist ein durch Neuengland und New York wandernder Geschichtenerzähler namens „Oberon“ (benannt nach der Figur in Shakespeares Sommernachtstraum). Die Handlungsorte mancher Einzelerzählungen des Story Teller lassen sich aufgrund inhaltlicher Verweise einigen Fragmente des Rahmens zuordnen, die Hawthorne später, deklariert als „Skizzen“ (sketches), doch noch veröffentlichte. Wakefield fällt dabei gegenüber den anderen Erzählungen Hawthornes aus dieser Zeit jedoch scheinbar aus dem Rahmen, da die Geschichte sich nicht in Neuengland, sondern in London zuträgt. Möglicherweise verfasste Hawthorne sie schon Jahre vor den anderen Erzählungen des Story Teller und fügte sie erst nachträglich in diesen Erzählzyklus ein. So hält es Lea Bertani Vozar Newman für möglich, dass Hawthorne die Geschichte schon kurz nach seinem Abschluss am Bowdoin College 1825 verfasste; in diesem Falle zählte sie zu seinen frühesten literarischen Übungen überhaupt.
Alfred Weber vermutet, dass Wakefield im Story Teller auf die ersten Absätze einer Reiseskizze folgte, die Hawthorne im Dezember 1835 als The Canal Boat veröffentlichte. Oberon reist hier auf einem Dampfschiff auf dem Erie-Kanal in Richtung Niagara. Bei schlechtem Wetter haben sich die gelangweilten Passagiere ins Kajütdeck zurückgezogen, darunter ein exzentrischer englischer Tourist, der die Mitreisenden stumm, aber aufmerksam beobachtet und dabei Eintragungen in ein Notizbuch macht, vermutlich, so mutmaßt Oberon, um Material für einen despektierlichen Reisebericht zu sammeln, den er in England zu veröffentlichen gedenkt. Oberon beobachtet also einen Beobachter (bis sich ihre Blicke in einem Spiegel treffen), ganz wie er in seiner Binnenerzählung Wakefield „betrachtet“ und seine innersten Gedanken zu ergründen versucht, und der englische Tourist weist seinerseits einige Ähnlichkeiten mit der Figur Wakefields auf: beide sind Außenseiter, distanzierte Beobachter einer Gesellschaft, die in ihnen kein Gefühl der Sympathie, sondern bloß eine analytische Neugier weckt.

## Zeitgenössische Rezeption
Wakefield wird in Darstellungen der amerikanischen Literaturgeschichte häufig neben Edgar Allan Poes The Man of the Crowd (1840) und Herman Melvilles Bartleby the Scrivener (1853) gestellt, die gleichermaßen über die Romantik hinausweisen und die Entfremdung des „modernen“ Menschen, insbesondere des Großstadtmenschen thematisieren. Wakefield mag das direkte Vorbild für beide Erzählungen gewesen sein. Dies mag insbesondere im Falle Poes zutreffen, der Wakefield 1842 in seiner berühmten Rezension der Twice-Told Tales für das Graham’s Magazine als besonders gelungen hervorhob:

“It would be a matter of some difficulty to designate the best of these tales; we repeat that, without exception, they are beautiful. ‚Wakefield‘ is remarkable for the skill with which an old idea — a well-known incident — is worked up or discussed. A man of whims conceives the purpose of quitting his wife and residing incognito, for twenty years, in her immediate neighborhood. Something of this kind actually happened in London. The force of Mr. Hawthorne’s tale lies in the analysis of the motives which must or might have impelled the husband to such folly, in the first instance, with the possible causes of his perseverance. Upon this thesis a sketch of singular power has been constructed.”

In The Man of the Crowd wird die Parallele zu Wakefield insbesondere im Verlust der Individualität in der Anonymität der Großstadt deutlich, vor der Hawthornes Erzähler warnt: We must hurry after him along the street, ere he lose his individuality, and melt into the great mass of London life. It would be vain searching for him there. Poes Geschichte spielt ebenfalls in London, und ihr Erzähler heftet sich gleichermaßen an die Fersen eines rätselhaft anmutenden Passanten, um dessen Geheimnis auf die Spur zu kommen – doch scheint es, dass dieser (ähnlich wie Ahasver, der „Ewige Jude“) dazu verdammt ist, immerfort und ohne Ziel durch die Straßen der Stadt zu laufen. „Dieser alte Mann,“ sagte sich der Erzähler letztlich, „ist die Verkörperung, ist der Geist des Verbrechens. Er kann nicht allein sein. Er ist der Mann in der Menge. Es wäre vergebens, ihm noch weiter nachzugehen, denn ich würde doch nichts von ihm, nichts von seinen Taten erfahren.“
Melville erwähnt Wakefield indirekt in einem auf den 13. August 1852 datierten Brief an Hawthorne, den so genannten „Agatha-Brief.“ Melville berichtet darin von seiner Reise auf die Insel Nantucket einige Wochen zuvor, wo ihm ein Rechtsanwalt aus New Bedford (gemeint ist John H. Clifford) die Geschichte einer gewissen Agatha aus Duxbury erzählt habe, deren Ehemann für siebzehn Jahre verschwunden war und längst für tot gehalten wurde und erst wieder auftauchte, als sie Anstalten machte, einen anderen Mann zu heiraten. Melville schrieb Hawthorne, dass ihn diese seltsame Begebenheit an dessen „Londoner Gatten“ erinnert habe („I am reminded of your London husband“), und trug ihm nicht nur den Vorschlag an, eine Erzählung daraus zu machen, sondern schickte ihm im selben Brief offenbar auch gleich die einschlägigen Prozessakten zu dem Fall zu. Hawthorne ging auf diesen Vorschlag offenbar nicht ein, so dass Melville den Stoff offenbar selbst bearbeitete – vermutlich handelt es sich dabei um die nicht erhaltene Erzählung Isle of the Cross. Doch auch Bartleby, vermutlich zur gleichen Zeit verfasst und 1853 anonym veröffentlicht, zeigt deutliche Parallelen zu Hawthornes Wakefield; in beiden Erzählungen bleibt das Motiv für die unerhörte Daseinsverweigerung der Protagonisten unergründlich.
Ein direkter Einfluss von Wakefield wird auch für Henry James’ Novelle The Beast in the Jungle (1903) angenommen.

### Ausgaben
Ein Digitalisat der Erstveröffentlichung findet sich auf den Seiten der Cornell University Library:
- Wakefield. In: The New-England Magazine 8:5, Mai 1835, S. 341–347.

Die Erstausgabe der Twice-Told Tales findet sich digitalisiert auf den Seiten des Internet Archive:
- Nathaniel Hawthorne: Twice-Told Tales. American Stationers’ Co., Boston 1837.

Die moderne Standardausgabe der Werke Hawthornes ist The Centenary Edition of the Works of Nathaniel Hawthorne (hrsg. von William Charvat, Roy Harvey Pearce et al., Ohio State University Press, Columbus OH 1962–1997; 23 Bände). Wakefield findet sich hier im von Fredson Bowers und J. Donald Crowley edierten Band IX (Twice-Told Tales, 1974). Zahlreiche Sammelbände der Kurzgeschichten Hawthornes enthalten die Erzählung; eine verbreitete, auf der Centenary Edition aufbauende Leseausgabe ist:
- Nathaniel Hawthorne: Tales and Sketches. Herausgegeben von Roy Harvey Pearce. Library of America, New York 1982. ISBN 1-883011-33-7

Ein E-Text findet sich auf den Seiten von Wikisource:
Es liegen mehrere Übersetzungen ins Deutsche vor:
- Ein Mann namens Wakefield. Deutsch von Franz Blei. In: Nathaniel Hawthorne: Ein Mann namens Wakefield und andere Erzählungen. Hrsg. von Hans Hennecke. Müller & Kiepenheuer, Bergen/Obb. 1949.
- Wakefield. Deutsch von Günter Steinig. In: Nathaniel Hawthorne: Der große Karfunkel. Phantastische Erzählungen. Safari-Verlag, Berlin 1959.
- Wakefield. Deutsch von Hannelore Neves:
  - in: Nathaniel Hawthorne: Des Pfarrers schwarzer Schleier: Unheimliche Geschichten. Winkler, München 1985, ISBN 3-538-06584-5.
  - in: Nathaniel Hawthorne: Das große Steingesicht. Hrsg. und mit einem Vorwort von Jorge Luis Borges. Edition Büchergilde, Frankfurt am Main 2007, ISBN 3-940111-09-0 (= Die Bibliothek von Babel, Bd. 9).
- Wakefield. Aus dem Amerikanischen übersetzt und hrsg. von Joachim Kalka. Friedenauer Presse, Berlin 2003, ISBN 3-932109-31-7.

### Sekundärliteratur
- Karen Alkalay-Gut: The Man Who Escaped from the Plot: An Alternate Reading of Hawthorne's Wakefield. In: Revista canaria de estudios ingleses 7, 1983. S. 95–8.
- Jorge Luis Borges: Nathaniel Hawthorne. In: Jorge Luis Borges: Otras inquisiciones. Sur, Buenos Aires 1952, S. 221–240. Deutsche Ausgabe: Inquisitionen: Essays 1941–1952. Übersetzt von Karl August Horst und Gisbert Haefs. Fischer Taschenbuch Verlag, Frankfurt am Main 1992, ISBN 978-3-596-10583-0.
- Robert L. Chibka: Hawthorne's Tale Told Twice: A Reading of Wakefield. In: ESQ: A Journal of the American Renaissance 28:4, 1982. S. 220–32.
- Stephen C. Enniss: Told as Truth: Wakefield as Archetypal Experience. In: The Nathaniel Hawthorne Review 14:2, 1988. S. 7–9.
- John Gatta, Jr.: Busy and Selfish London: The Urban Figure in Hawthorne's Wakefield. In: ESQ: A Journal of the American Renaissance 23, 1977. S. 164–72.
- Angela M. Kelsey: Mrs. Wakefield's Gaze: Femininity and Dominance in Nathaniel Hawthorne's Wakefield. In: American Transcendental Quarterly 8:1, 1994. S. 17–31.
- Markus Manfred: Nathaniel Hawthorne: Wakefield. In: Klaus Lubbers (Hrsg.): Die englische und amerikanische Kurzgeschichte. Wissenschaftliche Buchgesellschaft Darmstadt 1990, S. 28–40.
- Robert E. Morsberger: Wakefield in the Twilight Zone. In: American Transcendental Quarterly 14, 1972. S. 6–8.
- Richard R. O'Keefe: The Gratuitous Act in Wakefield: A Note on Hawthorne's Modernism. In: The Nathaniel Hawthorne Review 17:1, 1991. S. 17–19.
- Laura Laffrado: „Far and Momentary Glimpses“: Hawthorne's Treatment of Mrs. Wakefield. In: Richard Fleming und Michael Payne (Hrsg.): New Interpretations of American Literature (= Bucknell Review 31:2). Bucknell University Press, Bucknell PA 1988, ISBN 0-8387-5127-X, S. 34–44.
- Loren Logsdon: Hawthorne's 'Wakefield': The Teaching Potential of a Flawed Story. In: Eureka Studies in Teaching Short Fiction 7, 2006, S. 108–119.
- Anne Lounsbery: Thin Culture, High Art: Gogol, Hawthorne, and Authorship in Nineteenth-Century Russia and America. Harvard University Press, Cambridge, MA 2007.
- Herbert Perluck: The Artist as 'crafty nincompoop': Hawthorne's 'indescribable obliquity of gait' in Wakefield. In: The Nathaniel Hawthorne Journal
- Ruth Perry: The Solitude of Hawthorne's Wakefield. In: American Literature 49, 1978. S. 613–19.
- Chapel Louise Petty: A Comparison of Hawthorne's 'Wakefield' and Nabokov's 'The Leonardo': Narrative Commentary and the Struggle of the Literary Artist. In: Modern Fiction Studies 25, 1979. S. 499–507.
- Ed Piacentino: Fictionalizing as Moral Rationalization: The Function of the Narrator in Hawthorne's Wakefield. In: Studies in Popular Culture 20:2, 1997, S. 71–84.
- Noel Polk: Welty, Hawthorne, and Poe: Men of the Crowd and the Landscape of Alienation. In: Mississippi Quarterly 50:4, 1997, S. 553–66.
- Andrew Schiller: The Moment and the Endless Voyage: A Study of Hawthorne's Wakefield. In: Diameter 1, 1951, S. 7–12. Auch in: Agnes McNeill Donohue (Hrsg.): A Casebook on the Hawthorne Question. Crowell, New York 1963, S. 111–116.
- Michael Sperber: Nathaniel Hawthorne's “Wakefield”: Sleepwalker in a Mental Jail. In: Michael Sperber: Dostoyevsky's Stalker and Other Essays on Psychopathology and the Arts. University Press of America, Lanham MD 2010, S. 89–97, ISBN 978-0-7618-4993-3.
- Richard Swope: Approaching the Threshold(s) in Postmodern Detective Fiction: Hawthorne's “Wakefield” and Other Missing Persons. In: Critique: Studies in Contemporary Fiction 39:3, 1998, S. 207–227.
- Thomas J. Walsh, Jr.: „Wakefield“ and Hawthorne's Illustrated Ideas: A Study in Form. In: Emerson Society Quarterly 25:3, 1961, S. 29–35.
- Ellen Weinauer: Perilous Proximities: The Meanings of Marriage in Wakefield. In: The Nathaniel Hawthorne Review 39:1, 2013, S. 94–115.
- Arnold Weinstein: Nobody's Home: Speech, Self, and Place in American Fiction from Hawthorne to DeLillo. Oxford University Press, New York 1993, ISBN 0-19-507493-9.
- Roberta F. Weldon: Wakefield's Second Journey. In: Studies in Short Fiction 14, 1977. S. 69–74.
- Deborah West und Michael West: The Psychological Dynamics of Hawthorne's Wakefield. In: Archiv für das Studium der neueren Sprachen und Literaturen 220:1, 1983. S. 62–74.
- Ellen E. Westbrook: Exposing the Verisimilar: Hawthorne's „Wakefield“ and „Feathertop“. In: Arizona Quarterly 45:4, 1989, S. 1–23.